# Omari Gudul
Omari Gudul (Kinshasa, República Democràtica del Congo, 18 de maig de 1994) és un jugador de bàsquet professional congolès que juga en la posició de pivot.

## Carrera esportiva
Omari és un pivot que es va formar al Ranger College (2012-2013) i al Angelo State Rams (2013-2016). Gudul té el seu propi documental en el qual relata com va ser créixer en plena Segona Guerra del Congo i el seu viatge fins a arribar a la Universitat d'Angelo State.
Després de no ser draftejat l'any 2016, l'interior congolès va anar-se'n a jugar a Europa, debutant com a professional a les files del BC Beroe de Bulgària, on va destacar amb 10.9 punts i 5.6 rebots en la lliga domèstica, i 11.8 punts i 6.2 rebots en la Lliga Balcànica. En el mes d'agost de 2017 aterra a la lliga ACB per tancar la plantilla del Club Joventut de Badalona. Un cop acabada la temporada fitxa per l'ADA Blois, equip que acaba d'ascendir a la màxima divisió de la lliga francesa.